# A casa dopo l'uragano
A casa dopo l'uragano (Home from the Hill) è un film del 1960 diretto da Vincente Minnelli.
È stato presentato in concorso al 13º Festival di Cannes.

## Trama
Theron è il figlio del capitano Wade Hunnicutt, un notabile texano. il ragazzo cresce educato dalla madre che presta molta attenzione alla cultura e alle buone maniere. A 17 anni Theron diventa lo zimbello del paese, così suo padre decide che è arrivato il momento di farne un "vero uomo": lo introduce alla caccia, al suo concetto di dignità, alla sua personale idea di rispetto. Il ragazzo è entusiasta di questo nuovo corso educativo e pian piano esce dal cono di influenza morbosa che sua madre esercita su di lui. Quando comincia ad assumere una maggiore consapevolezza e sicurezza di sé, decide di lasciare la scuola per occuparsi delle nuove attività che sta imparando. Tra queste, anche i rapporti con le donne: a questo scopo, si fa aiutare da Rafe, un ragazzo più grande di lui che vive accanto a casa sua. Rafe, che non ha padre ed è orfano di madre, lavora come operaio per il capitano.
Nonostante la diversa classe di appartenenza, tra i due giovani si sviluppa un'amicizia leale e sana: Rafe lo accompagna nelle battute di caccia e intercede presso Libby, una ragazza che piace anche a lui, affinché si fidanzi con Theron. Questa storia d'amore, però, è contrastata dai genitori di lei a causa della fama di dongiovanni del padre del ragazzo.
Il capitano Wade cerca più volte nel corso della loro storia matrimoniale di riconquistare l'amore di sua moglie Hannah della quale è innamorato; però, sempre rifiutato da sua moglie, torna costantemente ad esercitare la sua attività di dongiovanni. In un'occasione gli rinfaccia: "Vuoi sapere perché mi trovi attraente dopo tutti questi anni? Perché non puoi avermi e non mi riavrai mai".
La relazione sentimentale tra Libby e Theron continua di nascosto a causa della contrarietà dei genitori di lei; il loro rapporto, tuttavia, matura e i due fidanzati iniziano a progettare per il futuro.
Intanto la madre di Theron, vedendosi perdere il controllo sul giovane, gli confessa finalmente le reali motivazioni dell'infelice rapporto tra lei e suo marito: diciotto anni prima, pochi mesi dopo il matrimonio, al ritorno dal viaggio di nozze, la sposina aveva trovato in casa un'altra donna con un bambino di 5 anni, figlio di suo marito. Aveva troncato, quindi, i rapporti sentimentali con l'uomo ma era rimasta in casa, a patto che l'educazione del nascituro frutto della loro luna di miele fosse affidato solo a lei. Infine, la donna rivela a Theron che il bambino nato dalla relazione illegittima era proprio il suo amico Rafe.
Theron, sconvolto, pone in discussione tutta la sua vita. Affronta suo padre e lo mette di fronte alle sue responsabilità ma questi, invece di ammettere i suoi errori, rivendica il diritto di sfogare le sue pulsioni giovanili e si fa vanto di aver provveduto ai bisogni materiali sia del figlio naturale che di sua madre; di quest'ultima macchia il ricordo bollandola come una vagabonda di facili costumi. Theron chiede a suo padre di riparare al torto fatto a Rafe, ma il genitore insiste che solo lui, in qualità di figlio legittimo nato dal matrimonio, avrà diritto di gestire l'enorme ricchezza delle sue proprietà.
Il ragazzo lascia gli agi della casa paterna, trova rifugio presso suo fratello Rafe e un lavoro umile in una ditta con il quale si sostenta. Theron offre al fratello tutto quello che possiede, nel tentativo di dimostrare la sua volontà di provare a sanare almeno in parte l'ingiustizia patita da Rafe. Il capitano cerca suo figlio al lavoro e gli chiede di ricomporre il loro rapporto, ma Theron tiene duro annunciando che non lo accetterà come padre finché anche Rafe non sarà riconosciuto.
Il giovane e leale Rafe soccorre suo padre Wade che era sparito da tre giorni mentre era in uno stato di prostrazione, presso una delle sue donne. Quando finalmente il capitano Wade gli dichiara la sua stima, Rafe risponde fieramente che non sa che cosa farsene, visto che da lui si aspetterebbe ben altro.
Hannah, la mamma di Theron, si ammala a causa della lontananza dal figlio; la sua malattia psicosomatica costringe il ragazzo a ritornare in casa: la madre guarisce in fretta ma i rapporti in famiglia rimangono molto freddi.
Quando, dopo un mese e mezzo di lontananza, Libby cerca Theron al lavoro per un chiarimento, egli - avvilito dalle tensioni di casa sua - decide di lasciare la sua fidanzata perché teme di essere come suo padre e di non saper gestire un rapporto matrimoniale sano. La ragazza, delusa, non insiste benché le sia chiaro che non è lei il problema che angoscia il giovane.
Il padre di Libby si reca a casa degli Hunnicutt; dopo essersi scusato per il modo in cui aveva scacciato di casa Theron, invita il capitano a superare le reciproche diffidenze allo scopo di permettere il riavvicinamento dei giovani, dal momento che sua figlia soffre molto per il distacco. Il capitano lo affronta in maniera sprezzante alludendo meschinamente al fatto che la ragazza aspetti un bambino chissà da chi. L'uomo si scusa, non protesta e se ne va mortificato.
Intanto il fratello maggiore di Theron, Rafe, incontra Libby al supermercato mentre entrambi fanno la spesa; la ragazza si fa invitare a prendere un caffè e inizia un corteggiamento esplicito. Quando Rafe fa per approfondire le intenzioni della giovane, Libby scoppia in un pianto e gli spiega che siccome aspetta un bambino da Theron, che però l'ha lasciata, ha cercato in alternativa di farsi sposare da lui per salvare il suo buon nome. Il giovane capisce le ragioni dell'amica e si offre di sposarla, promettendole che i loro rapporti saranno del tutto platonici finché non sarà lei stessa a chiedere il contrario.
I genitori di Libby accettano volentieri la buona notizia, anche perché conoscono la sincerità e la bontà del ragazzo; lasciano la loro casa ai due futuri sposi e vanno a vivere altrove. Dopo qualche mese i due sposini cominciano a sviluppare  un affetto sincero; quando una notte Rafe accorre in camera di Libby per confortarla da un incubo, la donna gli chiede di restare, desiderosa di perfezionare il loro rapporto matrimoniale.
Dopo il battesimo, il padre di Libby ascolta non visto alcuni uomini fuori dalla chiesa mentre sparlano della sposa: insinuano che il bambino somigli troppo al capitano, per cui deducono che anche la ragazza si è concessa al donnaiolo del paese. Indignato, il padre affronta gli uomini accusandoli di falsità e di cattiveria, poi va via tra le sommesse e meschine scuse delle malelingue.
Il capitano cerca un nuovo avvicinamento a sua moglie, ma senza esito. Quando la donna si allontana da suo marito sente uno sparo e, accorsa nella stanza del capitano, lo trova riverso sul pavimento ferito a morte ma ancora in vita. Accorre Theron che vede fuggire un furgone; a lui il capitano chiede di correre a chiamare Rafe, il quale si precipita subito da suo padre e gli chiede di essere riconosciuto come figlio invece che come impiegato. Il capitano muore senza riuscire a sciogliere questo debito con Rafe. I due figli del capitano si precipitano a cercare il responsabile del delitto ma, appena fuori dalla casa, Theron colpisce violentemente Rafe e gli impedisce di continuare con lui l'inseguimento del furgone sospetto, per evitare che un padre di famiglia debba pagare per la vendetta dell'omicidio. Dopo un lungo inseguimento arriva nella palude dove uccide il fuggitivo che si rivela essere il padre di Libby.
Theron a questo punto decide di abbandonare il suo paese e di trovare da solo la sua strada.
Rafa, davanti alla pietra tombale del padre incontra Hannah, che si era isolata nella sua stanza da letto dopo la morte del marito e la fuga del figlio Theron, e la invita caldamente ad andare a vivere da loro per prendere cura del bambino. Hannah accetta felice e gli dice che mentre stava a letto nella sua stanza sentiva la sua premurosa presenza in cucina (si presentava a casa tutti i giorni per chiedere come stava).

## Riconoscimenti
Nel 1960 il National Board of Review of Motion Pictures l'ha inserito nella lista dei migliori dieci film dell'anno e ha premiato Robert Mitchum e George Peppard rispettivamente come miglior attore e miglior attore non protagonista.